# Cornija Cantábrica

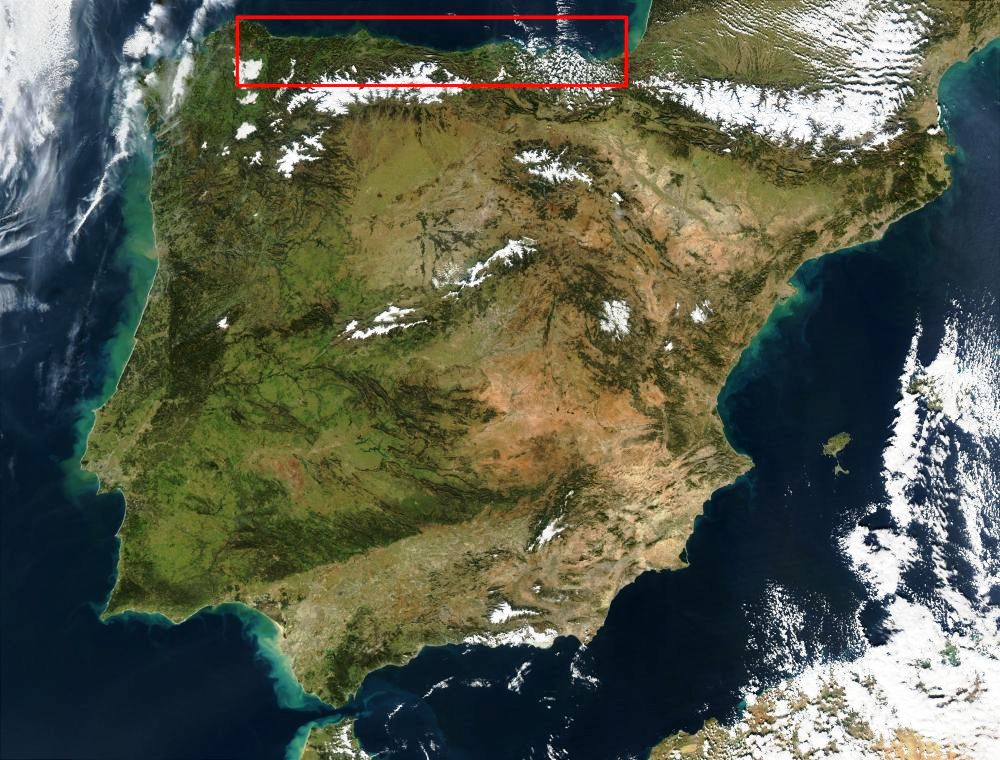
A caixa vermelha indica na imagem de satélite da localização da Cornija Cantábrica no norte da Espanha.

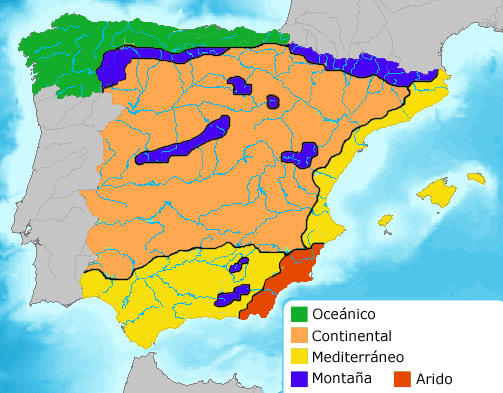
O clima desta região é fundamentalmente de tipo oceânico temperado e húmido

Conhece-se como Cornija Cantábrica o rebordo montanhoso setentrional da Península Ibérica encarado o mar Cantábrico, delimitada ao sul pelo Cordilheira Cantábrica e que abrange, por sua vez a maior parte da Espanha úmida. De marcada influência atlântica, este território confórmano as comunidades autónomas das Astúrias, Cantábria, as províncias de Biscaia e Guipúscoa do País Basco, a província de Lugo da Galiza, no norte das províncias de Leão, Palência e Burgos em Castela e Leão e do norte Navarra.

## Clima
O clima desta região é fundamentalmente de tipo oceânico temperado e úmido, caracterizando-se por uma maior freqüência de ventos de componente norte. A temperatura média anual da região é de 13 º C ea diferença entre a máxima temperatura do ano (agosto) ea mínima (janeiro) é de 12 ° C. Isso faz da região Cantábrica a área com amplitude térmica mais baixa da Península Ibérica.
A insolação é de 1.700 horas de sol por ano ea precipitação média é de 1800 l / m², com uma média de 150 a 200 dias de chuva por ano.

## Galería de fotos

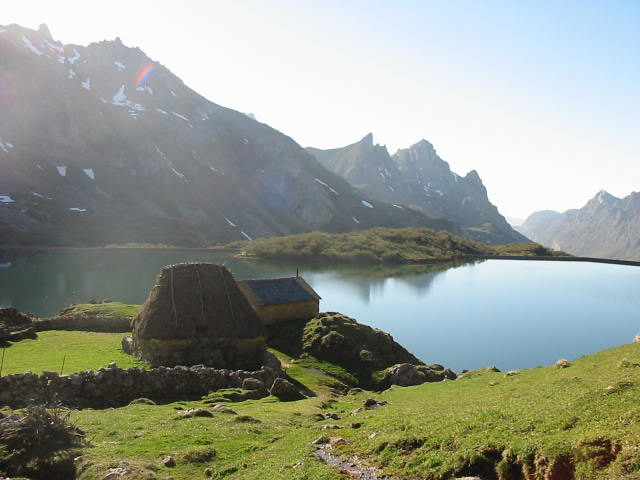
Somiedo, Astúrias.
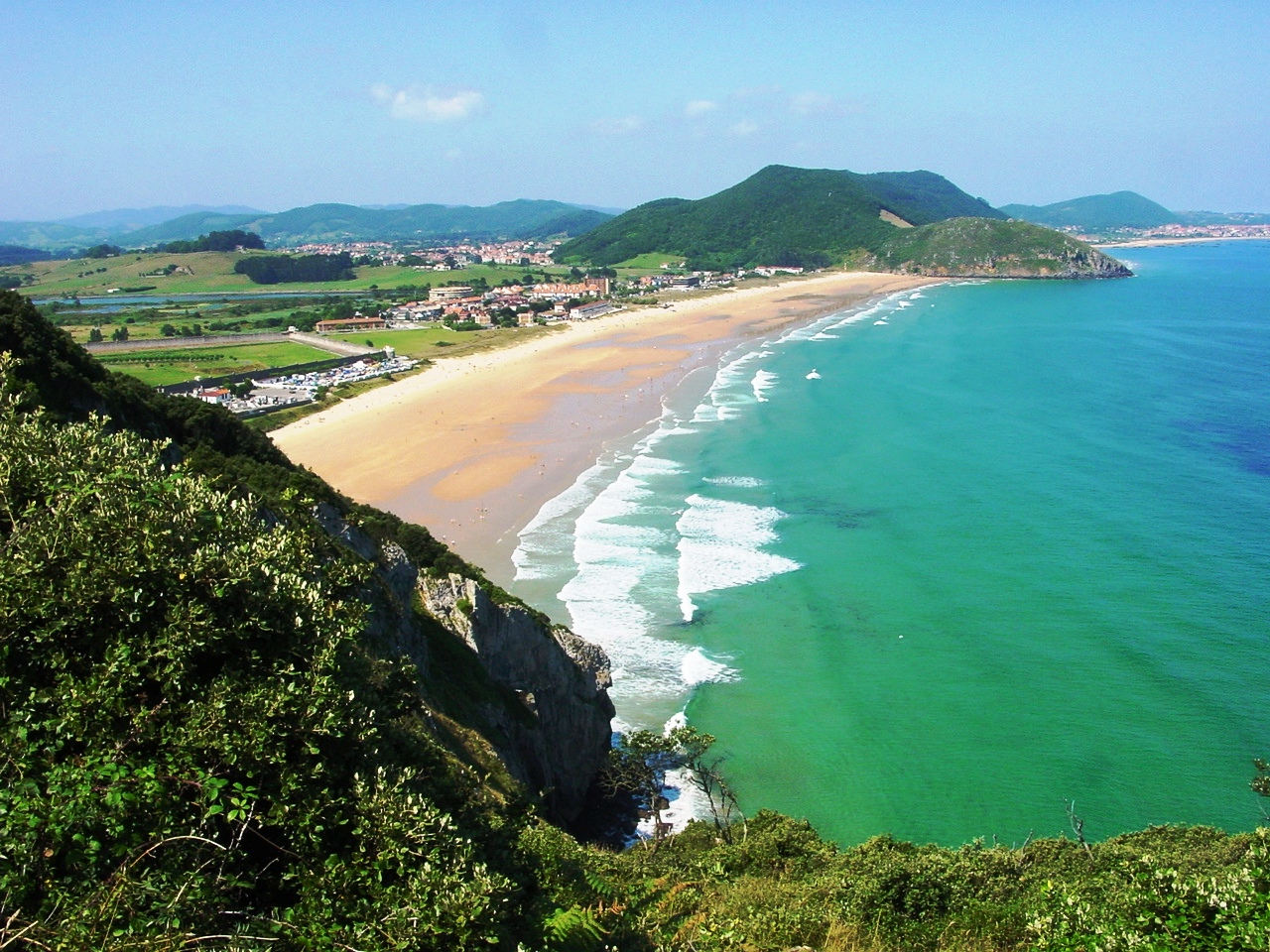
Praia de Berria, Cantábria.
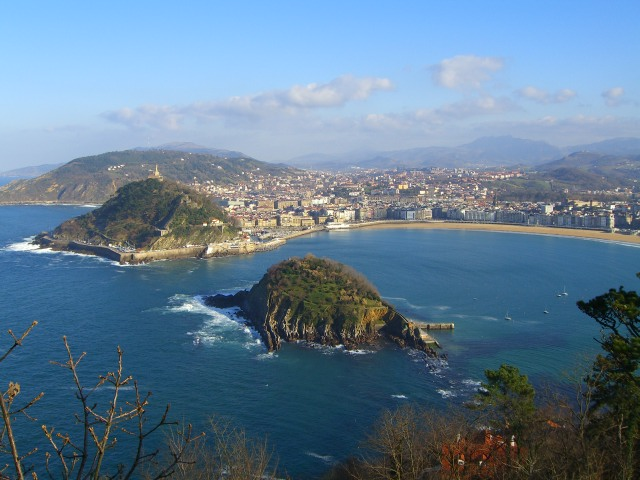
Donostia-São Sebastião, Guipúscoa.
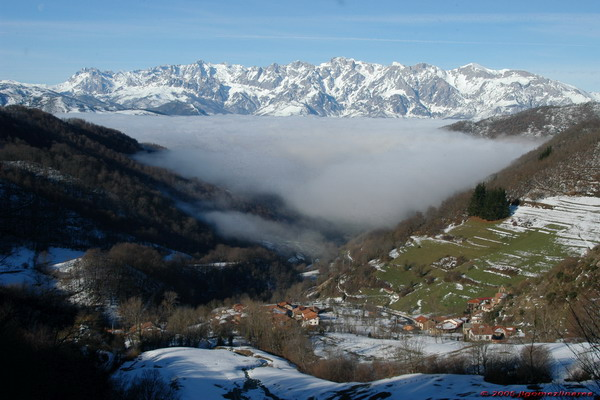
Picos de Europa.